# بيفل سوكول
بيفل سوكول (بالتشيكية: Pavel Sokol)‏ هو مجدف تشيكي، ولد في 30 يونيو 1969 في أوهرسكه هراديشتيه في التشيك.

## وصلات خارجية
- بيفل سوكول على موقع الاتحاد الدولي للتجديف (الإنجليزية)
- بيفل سوكول على موقع اللجنة الأولمبية الدولية (الإنجليزية)
- بيفل سوكول على موقع أوليمبيديا (الإنجليزية)
- بيفل سوكول على موقع اللجنة الأولمبية التشيكية (التشيكية)